# Wesmaelius hani
Wesmaelius hani är en insektsart som först beskrevs av C.-k. Yang et al in Huang et al. 1985.  Wesmaelius hani ingår i släktet Wesmaelius och familjen florsländor. Inga underarter finns listade i Catalogue of Life.